# Edward Lloyd
Edward Lloyd foi o proprietário e administrador da Lloyd's Coffee House, em Londres, um dos primeiros estabelecimentos a comercializar o café naquela cidade e ponto de encontro de comerciantes e proprietários de navios.
O Chambers Biographical Dictionary lista a morte de Lloyd como 'd.c.1730', e acrescente que ele administrou uma casa de café na Lombard Street, em Londres, de 1688 a 1726. A Sociedade de Seguradores de Londres passou a ser conhecida (até hoje) como Lloyd's, devido ao hábito de seus membros se reunirem ali. A Lloyd's Coffee House gerou a Lloyd's of London, Lloyd's Register e a Lloyd's List; não existe, no entanto, ligação com o Lloyds Bank.